# Hogna persimilis
Hogna persimilis är en spindelart som först beskrevs av Banks 1898.  Hogna persimilis ingår i släktet Hogna och familjen vargspindlar. Inga underarter finns listade i Catalogue of Life.